# While You Were Out
While You Were Out ist ein Musikalbum von Ned Rothenberg, Catherine Jauniaux und Barre Phillips. Die am 22. November 2008 live im Veranstaltungsort Instants Chavirés in der Pariser Vorstadt Montreuil entstandenen Aufnahmen erschienen 2010 auf dem israelischen Label Kadima Collective.

## Hintergrund
Die belgische Sängerin Catherine Jauniaux traf sich im November 2008 für eine Live-Session mit dem Holzbläser Ned Rothenberg (der hier auch Shakuhachi spielte) und dem Bassisten Barre Phillips. Catherine Jauniaux nahm zudem 2010 mit Barre Phillips und Malcolm Goldstein das Album Birds Abide (Victo) auf.

## Titelliste
- Ned Rothenberg / Catherine Jauniaux / Barre Phillips: While You Were Out (Kadima Collective KCR 23)[1]

1. First Things First 8:12
2. Oh My! 13:38
3. Flashing Terncat 5:40
4. As Soon As 6:55
5. Whisper 6:09
6. Eyelet 6:10
7. While You Were Out 7:02
8. La Vida E’s Sueno 5:46

Die Kompositionen stammen von Rothenberg, Jauniaux, und Phillips.

## Rezeption
Nach Ansicht von Kurt Gottschalk, der das Album in All About Jazz rezensierte, ist Catherine Jauniaux in ihrer Generation eine der am meisten unterschätzten Sängerinnen freier Improvisation. Sie sei weniger eine Geschichtenerzählerin als Shelley Hirsch, offenkundiger musikalisch als Phil Minton oder Jaap Blonk und liege irgendwo zwischen deren spontanen Erkundungen und den avantgardistischen Kunstliedern von Joan La Barbara. Die acht Tracks hier ergäben eine großartige Reihe von Vignetten, keine Kurzgeschichten, die auf Pointen setzten, sondern „gut erzählte, kleine, aber vollständige Welten“. Die drei Spieler wirbelten endlos und unruhig umeinander herum, jeder lange Passagen geschmackvoll aussetzen; und keiner verlasse sich beim Spielen sehr lange auf einen einzigen Impuls, jeder forme ständig, ohne etwas zu zerschlagen. Es sei ein Beweis dafür, wie gut sie zusammenspielten, dass man es so leicht übersehe, wenn sich Konfigurationen änderten.